# Беркнер
Острів Беркнер або височина Беркнер — високий крижаний острів в Антарктиді, приблизно 320 км в довжину і 135 км в ширину, що базується на твердій основі — підводному піднесенні моря Ведделла.

## Географія
Має площу 43 873,1 км². Це другий за площею острів в Антарктиці після Землі Олександра I. Розташований в секторі територіальних претензій Аргентини. Острів Беркнер є найпівденнішим островом на Землі, хоча іноді це звання помилково приписують Острову Росса. Проте, на відміну від Острова Росса, до Беркнера не можна дістатися морем, оскільки він повністю оточений шельфовими льодовиками. Найпівнічніша точка острова знаходиться всього за 17 км від відкритого моря.
Найвища точка на острові — 869 м (за іншими джерелами, 975 м). По острову Беркнер проходить межа між шельфовими льодовиками Фільхнера на сході та Ронне на заході. На острові два куполоподібних підняття, Рейнвартхех на півночі (698 м), 78°19′ пд. ш. 46°20′ зх. д. / 78.317° пд. ш. 46.333° зх. д., і Тіссенхех на півдні (869 м), 79°34′ пд. ш. 45°42′ зх. д. / 79.567° пд. ш. 45.700° зх. д. Також є три бухти на східній стороні, перераховані з півночі на південь:
- бухта Маккартні;
- бухта Робертса;
- бухта Спілхаус.

Ще одна бухта Гулд знаходиться на північній стороні. Острів Беркнер віддалений від материка відстанню приблизно 150 км.

## Історія
Острів Беркнер відкритий учасниками американської експедиції в рамках програми Міжнародний геофізичний рік (США-МГГ), очолюваної капітаном Ф. Ронне, який у жовтні 1957 року здійснив розвідувальний політ на північний захід від бази Елсуорт і виявив значне куполоподібне підняття, повністю покрите кригою.
Острів був названий Консультативним комітетом США з антарктичних назв (US-ACAN) на честь американського фізика Ллойда Беркнера, інженера антарктичної експедиції Річарда Берда (1928—1930).
З 1990 острів Беркнер став відправною точкою для ряду тривалих полярних експедицій.